# Mark Wayne Chase
Mark Wayne Chase, född 1951, är en USA-född brittisk botaniker som är känd för sitt arbete med växters klassifikation och evolution, framförallt orkidéer. Han är en av grundarna till Angiosperm Phylogeny Group. 1998 delade han Linnean Medal med Colin Patterson. 2008 var han en av 13 mottagare av Darwin–Wallace Medal, som fram till dess delades ut var 50:e år av Linnean Society of London. Sedan 2003 är Chase Fellow of the Royal Society.
Auktorsnamnet M.W.Chase kan användas för Mark Wayne Chase i samband med ett vetenskapligt namn inom botaniken; se Wikipediaartiklar som länkar till auktorsnamnet.